# 8872 Ebenum
A 8872 Ebenum (ideiglenes jelöléssel 1992 GA4) egy kisbolygó a Naprendszerben. Eric Walter Elst fedezte fel 1992. április 4-én.